# Andreas Matthias Halder

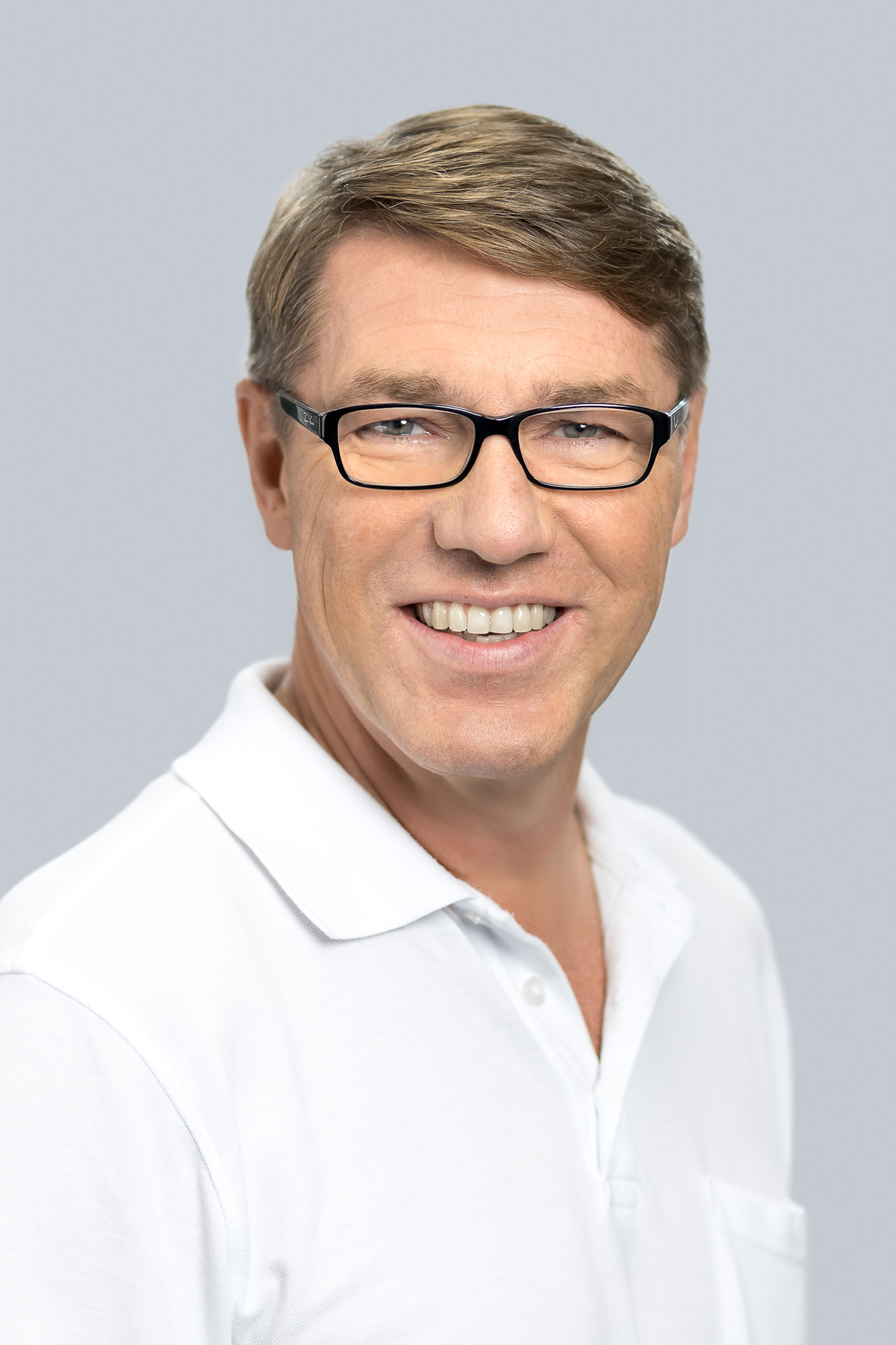
Andreas Halder (2019)

Andreas Matthias Halder (* 22. August 1965 in Berlin) ist ein deutscher Facharzt für Orthopädie und Unfallchirurgie mit den Zusatzbezeichnungen Rheumatologie und spezielle Orthopädische Chirurgie. Der Kniespezialist ist Ärztlicher Direktor der Sana Kliniken Sommerfeld und Chefarzt der Klinik für Operative Orthopädie.

## Leben
Halder wurde 1965 in Berlin als Sohn einer Oberstudienrätin und eines Chemiedirektors geboren. 1983 erwarb er am Werner-von-Siemens-Gymnasium in Berlin-Zehlendorf die allgemeine Hochschulreife. Nach seinem vorklinischen Medizinstudium an der Freien Universität Berlin und der ärztlichen Vorprüfung begann Andreas Halder 1986 sein klinisches Studium an der Westfälischen-Wilhelms-Universität Münster. Dort legte er die ersten beiden Abschnitte der Ärztlichen Prüfung ab und fertigte seine Dissertation zum Thema „Arthroskopische Meniskuschirurgie“ an. 1990 kehrte er nach Berlin zurück, absolvierte sein Praktisches Jahr an der Freien Universität Berlin und den dritten Abschnitt der Ärztlichen Prüfung.
Von 1991 bis 1993 arbeitete Halder in der Orthopädischen Universitätsklinik und Poliklinik der Freien Universität Berlin im Oskar-Helene-Heim. Dort beteiligte er sich an diversen Studien und führte Lehrveranstaltungen für Studenten, Krankengymnasten und Ergotherapeuten durch. Von 1993 bis 1998 war er an der Orthopädischen Klinik Birkenwerder tätig, wo er die Abteilung für arthroskopische Chirurgie aufbaute. In seinen wissenschaftlichen Arbeiten widmete sich Halder fortan der Kreuzband-, Meniskus- und der Rotatorenmanschetten-Chirurgie. Er entwickelte eine neue Technik zum implantatfreien arthroskopischen Ersatz des vorderen Kreuzbandes, die er 1997 publizierte. Er absolvierte die Weiterbildungen Manuelle Medizin, Sportmedizin und Gelenksonografie und erhielt 1996 die Anerkennung zum „Arthroskopie-Instruktor“. 1997 legte er die Prüfung zum Facharzt für Orthopädie ab und wurde zum Oberarzt ernannt. 1998 ging er für zwei Jahre nach Rochester, Minnesota, USA, wo er im Orthopaedic Biomechanics Laboratory der Mayo Clinic Studien zum Thema Biomechanik der Schulter und des Kniegelenkes durchführte und publizierte.
2000 kehrte er nach Deutschland zurück und wurde 2001 zum Chefarzt der Klinik für Endoprothetik Sommerfeld berufen. In den folgenden Jahren entwickelte Andreas Halder die Klinik für Endoprothetik zu einer der führenden Kliniken auf dem Gebiet des Gelenkersatzes in Deutschland. 2006 erwarb er den Facharzt für Unfallchirurgie und 2012 die Zusatzweiterbildung Spezielle Orthopädische Chirurgie. 2004 schloss er seine Habilitation mit dem Thema „Zur Pathogenese der Rotatorenmanschettenruptur“ ab und wurde zum Privatdozent an der Otto-von-Guericke-Universität Magdeburg berufen. Nach intensiver Lehr- und Forschungstätigkeit und zahlreichen Veröffentlichungen erfolgte 2013 die Ernennung zum außerplanmäßigen Professor der Otto-von-Guericke-Universität Magdeburg. Von 2015 bis 2018 war er Schatzmeister und wurde 2019 zum Vizepräsidenten der Deutschen Gesellschaft für Orthopädie und Orthopädische Chirurgie DGOOC gewählt. 2022 war er Präsident der DGOOC und Vizepräsident der DGOU. Privat lebt Halder in Berlin. Er ist verheiratet und hat fünf Kinder.

## Tätigkeit
Seit 2001 ist Andreas Halder Chefarzt der Klinik für Operative Orthopädie und seit 2015 Ärztlicher Direktor der Sana Kliniken Sommerfeld. Er ist Facharzt für Orthopädie und Unfallchirurgie, Spezielle Orthopädische Chirurgie, Rheumatologie und Sportmedizin. Seit 2003 belegt die Klinik führende Plätze in nationalen Qualitätsvergleichen.
An der Otto-von-Guericke-Universität Magdeburg hält Andreas Halder Lehrveranstaltungen ab im Rahmen seiner Professur für Orthopädie. Als Mitglied zahlreicher Gesellschaften und Arbeitsgemeinschaften führte er nationale und internationale Kurse, Symposien und Kongresse durch wie den World Arthroplasty Congress 2021 und den Deutschen Kongress für Orthopädie und Unfallchirurgie 2022 in Berlin. Er berät als Fachexperte den Gemeinsamen Bundesausschuss (G-BA) und arbeitet im Wissenschaftlichen Institut der AOK (WidO) sowie als Reviewer für wissenschaftliche Fachzeitschriften.
Die National Library of Medicine listet von ihm 44 medizinisch-wissenschaftliche Publikationen.

## Mitgliedschaften
- American Academy of Orthopedic Surgeons AAOS
- American Association of Hip and Knee Surgeons AAHKS
- Mayo Clinic Alumni
- Deutsche Gesellschaft für Orthopädie und Orthopädische Chirurgie DGOOC
- Deutsche Gesellschaft für Orthopädie und Unfallchirurgie DGOU
- Deutsch-Lateinamerikanische Gesellschaft für Orthopädie und Unfallchirurgie DLGOU
- Deutsch-Chinesische Gesellschaft für Orthopädie und Unfallchirurgie DCGOU
- Berufsverband für Orthopädie und Unfallchirurgie BVOU
- European Knee Society EKS
- European Hip Society EHS
- Deutsche Kniegesellschaft DKG
- Deutsche Gesellschaft für Endoprothetik AE
- Verband leitender Orthopäden und Unfallchirurgen VLOU
- Gesellschaft für Arthroskopie und Gelenkchirurgie AGA
- Deutsche Vereinigung für Schulter- und Ellenbogenchirurgie DVSE
- Brandenburger Orthopädische Gesellschaft BOG
- Berliner Chirurgische Gesellschaft